# Luigi Aldrovandi Marescotti

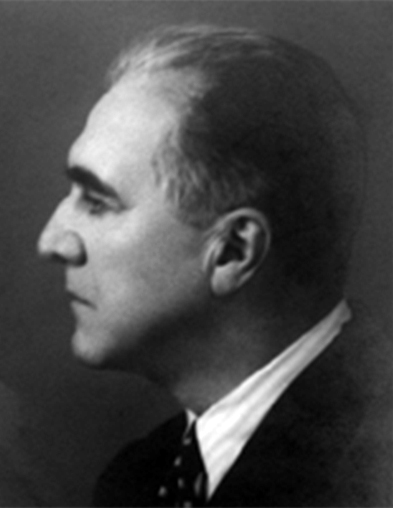
Luigi Aldrovandi Marescotti

Luigi Aldrovandi Marescotti, Graf von Viano (* 5. Oktober 1876 in Bologna; † 9. Juli 1945 in Rom) war ein italienischer Diplomat.
Von 1914 bis 1918 war er Kabinettschef im Italienischen Außenministerium. Aldrovandi Marescotti amtierte von 1926 bis 1929 als italienischer Botschafter im Deutschen Reich. Danach wechselte er wiederum in das italienische Außenministerium. 1937 nahm er als italienischer Delegierter an der Brüsseler Konferenz über den Japanisch-Chinesischen Krieg teil. Ab 1938 war er italienischer Delegierter beim Völkerbund.
1939 wurde Aldrovandi Marescotti zum Senator auf Lebenszeit des faschistischen Italien ernannt. Er gehörte verschiedenen Kommissionen an und war Vorsitzender des Ausschusses für Auswärtige Angelegenheiten 1940/1941. Nach der Niederlage des Faschismus wurde er im Oktober 1944 aus dem Senat ausgeschlossen.

## Schriften
- Der Krieg der Diplomaten. Erinnerungen und Tagebuchauszüge 1914-1919, 1940. (im Original: Guerra Diplomatica. 1914-1919; Übersetzung von Eugen Dollmann)
- Nuovi Ricordi e Frammenti di Diario per far Séguito a Guerra diplomatica, 1938.